# Famiglia di Dallas
La famiglia di Dallas è una organizzazione criminale italo-americana di Dallas in Texas. Fu una delle famiglie membro della Commissione, la rete di famiglie mafiose italo-americane organizzata da Lucky Luciano nel 1931.

## Storia
Il siciliano Carlo Pirano emigra negli Stati Uniti nel 1901 con suo fratello Giuseppe. e si stabilisce a Shreveport, Louisiana. Nel 1921 crea la fazione di Dallas della mafia italo-americana con suo fratello come vicecapo.
Carlo, successivamente descritto come il boss originale della mafia in Texas, è nato intorno al 1876 a Corleone, in Sicilia, luogo di origine di Giuseppe Morello, un altro boss mafioso italoamericano.
Nel 1956 assume il comando Joseph Civello (nato il 3 febbraio 1903), quando Joseph Piranio muore all'età di 78 anni.
Civello era presente alla Riunione di Apalachin, in cui fecero irruzione le forze di polizia locale ed è stato processato con l'accusa di cospirazione derivante dalla riunione.
In Texas aveva il controllo della droga, del gioco d'azzardo, della prostituzione e di night club.
Civello morì nel 1970, e l'FBI mise la famiglia di Dallas nell'elenco di quelle inattive.
Si pensa però, che il caporegime Joseph Ianni ne abbia assunto il controllo fino al 1973 anno della sua morte.
Gli sarebbe successo Joseph Campisi, il quale morì d'infarto nel 1990 quando inseguì un aiuto cameriere fuori dal suo ristorante perché gli aveva rubato i soldi.
Non si sa niente sullo stato attuale di questa famiglia.

## Boss
- 1921–1930 – Carlo Piranio
- 1930–1956 – I fratelli Joseph e Carlo Piranio
- 1956–1970 – Joseph Civello
- 1970–1973 – Joseph Ianni
- 1973–1990 – Joseph Campisi